# Australian Securities Exchange
Pour les articles homonymes, voir ASX.
L'Australian Securities Exchange (ASX) est la principale bourse australienne. Toutes ses transactions se font électroniquement.
Elle a commencé ses activités en 1871 en tant que société de la Couronne. Aujourd'hui, elle est une entreprise à capital ouvert.
Les plus importantes entreprises transigées sur le ASX sont BHP Billiton, Telstra et National Australia Bank. Les entreprises minières constituent la plus grande part de la capitalisation, alors que les entreprises manufacturières sont nettement moins représentées.
L'indice boursier principal est le S&P/ASX 200, constitué des 200 plus importantes capitalisations du ASX. Cet indice a remplacé, sans l'éliminer, l'indice précédent All Ordinaries, qui est toujours publié. Les 50 premiers titres se retrouvent dans le S&P/ASX 50.
ASX est une société à capital ouvert que l'on peut transiger à la bourse même. Cependant, le capital est restreint de telle façon qu'un actionnaire ne puisse en détenir une portion significative. Bien qu'ASX serve de comité de régulation pour les sociétés listées, elle ne peut s'autoréguler. C'est plutôt l'Australian Securities and Investments Commission (ASIC) qui effectue cette tâche.